# Балихин, Виктор Ефимович
Виктор Ефимович Балихин (род. 5 октября 1938, Онгудай, Алтайский край) — советский легкоатлет, специалист по барьерному бегу. Выступал за сборную СССР по лёгкой атлетике в 1965—1971 годах, многократный победитель и призёр первенств всесоюзного значения, победитель Кубка Европы, участник летних Олимпийских игр в Мехико. Мастер спорта СССР международного класса. Тренер по лёгкой атлетике, спортивный функционер.

## Биография
Виктор Балихин родился 5 октября 1938 года в селе Онгудай Ойротской автономной области.
Начал заниматься лёгкой атлетикой в 1956 году, проходил подготовку под руководством Юрия Николаевича Литуева. Выступал за Брест и Белорусскую ССР, представлял добровольное спортивное общество «Локомотив» и Вооружённые Силы.
Впервые заявил о себе на международном уровне в сезоне 1962 года, когда вошёл в состав советской сборной и выступил на VIII Всемирном фестивале молодёжи и студентов в Хельсинки, где в беге на 110 метров с барьерами превзошёл всех соперников и завоевал золотую медаль.
В 1963 году в той же дисциплине стал серебряным призёром на чемпионате страны в рамках III летней Спартакиады народов СССР в Москве.
В марте 1966 года на соревнованиях в Бресте повторил мировой рекорд в беге на 60 метров с барьерами — 7,8 секунды. Помимо этого, получил серебро в беге на 110 метров с барьерами на чемпионате СССР в Днепропетровске — был близок к победе, финишировал одновременно с многолетним чемпионом Анатолием Михайловым. На чемпионате Европы в Будапеште дошёл до полуфинала.
В 1967 году на всесоюзном чемпионате в рамках IV летней Спартакиады народов СССР в Москве всё-таки превзошёл Михайлова, прервав его впечатляющую серию побед, и стал новым чемпионом. Позднее отметился победой на Кубке Европы в Киеве.
В 1968 году в барьерном беге на 60 метров занял пятое место на Европейских легкоатлетических играх в Мадриде, тогда как на дистанции 110 метров выиграл серебряную медаль на чемпионате СССР в Ленинакане. Благодаря череде удачных выступлений удостоился права защищать честь страны на летних Олимпийских играх в Мехико — на предварительном квалификационном этапе бега на 110 метров с барьерами с личным рекордом 13,82 занял в своём забеге первое место, но на стадии полуфиналов с результатом 14,13 финишировал последним и выбыл из борьбы за медали.
В 1969 году победил на чемпионате СССР в Киеве, выступил на чемпионате Европы в Афинах.
На чемпионате СССР 1970 года в Минске вновь был лучшим в 110-метровом барьерном беге.
В 1971 году выиграл бег на 110 метров с барьерами на зимнем чемпионате СССР в Москве, стал серебряным призёром на летнем чемпионате страны в рамках V летней Спартакиады народов СССР в Москве.
В 1972 году в дисциплине 110 метров с барьерами взял бронзу на зимнем чемпионате СССР в Москве.
За выдающиеся спортивные достижения удостоен почётного звания «Мастер спорта СССР международного класса».
Одновременно со спортивной карьерой являлся военнослужащим. В 1980-х — 1990-х годах занимал должность главного тренера сборных команд Вооружённых Сил СССР и России по лёгкой атлетике. Полковник в отставке.
В 1987—1992 годах — заместитель начальника ЦСКА по учебно-методической работе, с 1996 года — заместитель начальника Универсального спортивного комплекса ЦСКА имени А. Я. Гомельского в Москве.
Заслуженный работник физической культуры Российской Федерации (1998).